# Большой Кисельный переулок
Большо́й Кисе́льный переулок — переулок в Центральном административном округе города Москвы. Проходит от Рождественки до Большой Лубянки. Нумерация домов ведётся от Рождественки. Приблизительно посредине переулка с нечётной стороны в него выходит Малый Кисельный переулок, соединяющий Большой Кисельный с параллельным Рождественским бульваром. За Рождественкой продолжением Большого Кисельного переулка является Нижний Кисельный переулок, ведущий к Неглинке.

## Происхождение названия
Название происходит от Кисельной слободы, располагавшейся на этом месте. Здесь жили «кисельники», варившие кисель. Выбор места для слободы объясняется непосредственной близостью к современным Кисельным переулкам трёх монастырей — Сретенского, Богородице-Рождественского и несуществующего ныне Варсонофьевского, при которых были большие кладбища. Кисель был традиционным напитком на поминках. Прилагательное «большой» переулок получил для отличия от двух других переулков на месте бывшей Кисельной слободы — Малого и Нижнего.

## История
Переулок возник вместе со слободой в XVII веке. В XVIII веке на углу Большого и Малого Кисельных переулков была построена усадьба князей Голицыных. В XIX веке переулок был полностью перестроен; старые здания снесены, на их месте построен целый ряд скромных невысоких частных домов, частично сохранившихся до наших дней (№ 5,7,9). В 1893—1894 годах на углу с Рождественкой были возведены корпуса ювелирной фабрики семьи Фаберже. В 1904 году на месте усадьбы Голицыных был построен многоэтажный доходный дом (№ 11). В 70-х годах XX века корпуса фабрики Фаберже были снесены, а на их месте построено современное административное здание, резко дисгармонирующее по архитектуре с окружающими строениями. Ныне здание принадлежит Службе специальной связи и информации (№ 4).

## Примечательные здания и сооружения
По нечётной стороне:
- № 5 — Городская усадьба И. А. Пупырникова — Я. В. Сукачева (1878, архитектор А. А. Никифоров)
- № 7, строение 1 — Доходный дом в усадьбе М. А. Скороспелова (1874, арх. В. В. Белокрыльцев)
- № 7, строение 2 — Располагается культурный центр «Шри Чайтанья Сарасвати».
- № 9/1 — доходный дом (1881, арх. И. М. Цвилинев), реконструирован в 1999 году
- № 11 — Многоэтажный Торговый дом М. А. Франка. Был построен в 1904 году по проекту А. В. Иванова, Л. Н. Кекушева и С. С. Шуцмана и неизвестного архитектора[1] на месте усадьбы Голицыных.
- № 13/15с1 — Управление ФСБ РФ по Москве и Московской области (1951, архитектор П. Б. Ивацевич, инженер Б. Мамышев)[2]

По чётной стороне:
- № 12, стр. 1 — Доходное владение С. Е. и П. Е. Трындиных (1894, архитектор С. Ф. Кулагин). Здесь жил дирижёр и композитор В. И. Агапкин[3]
- № 12, стр. 3, 4 — Амбары — фабрика — административное здание в доходном владении С. Е. и П. Е. Трындиных (1877, архитектор А. Е. Вебер)
- № 14, стр 1 — Здание казарм (1927, архитектор А. Я. Лангман)

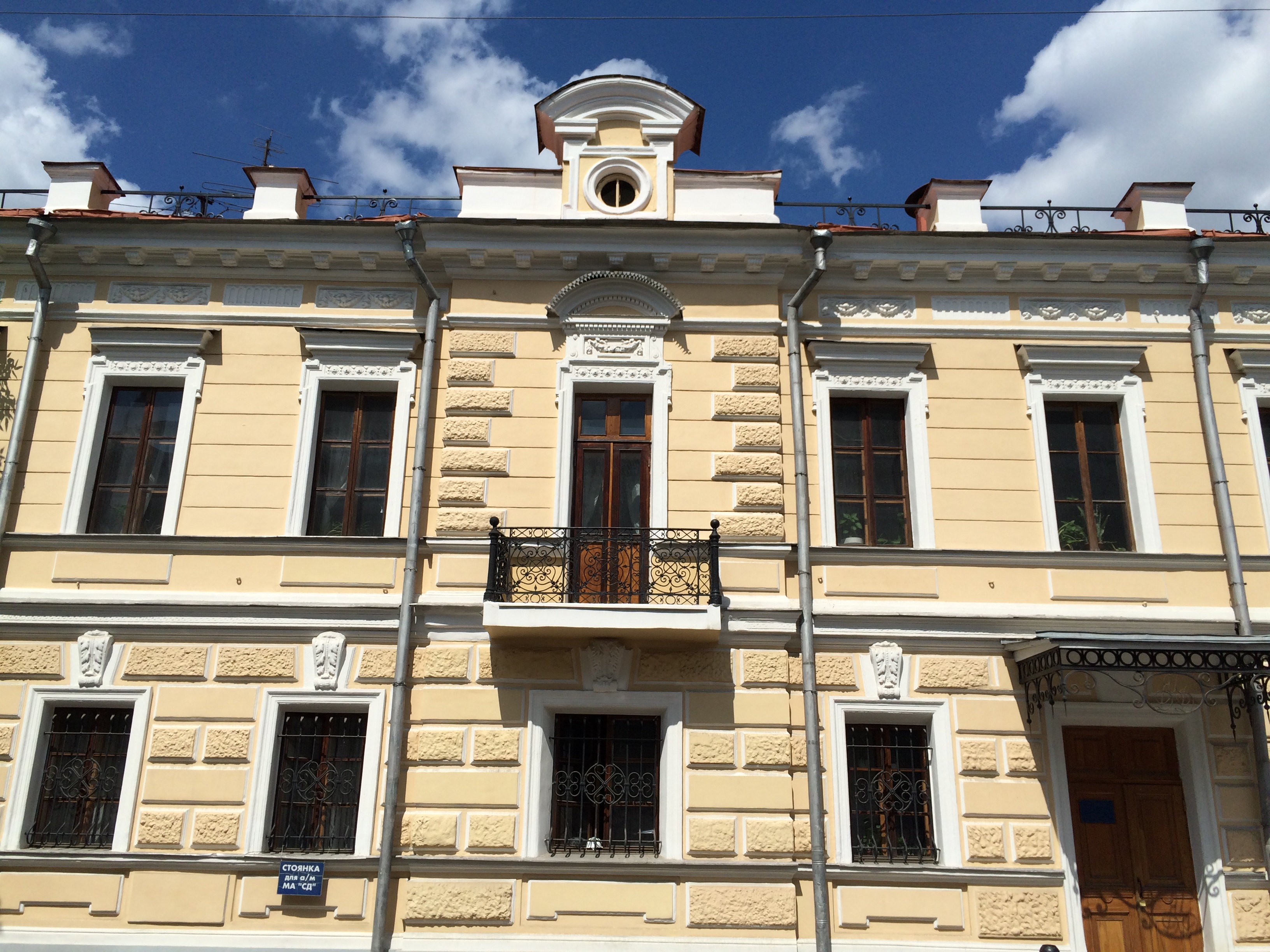
№ 5
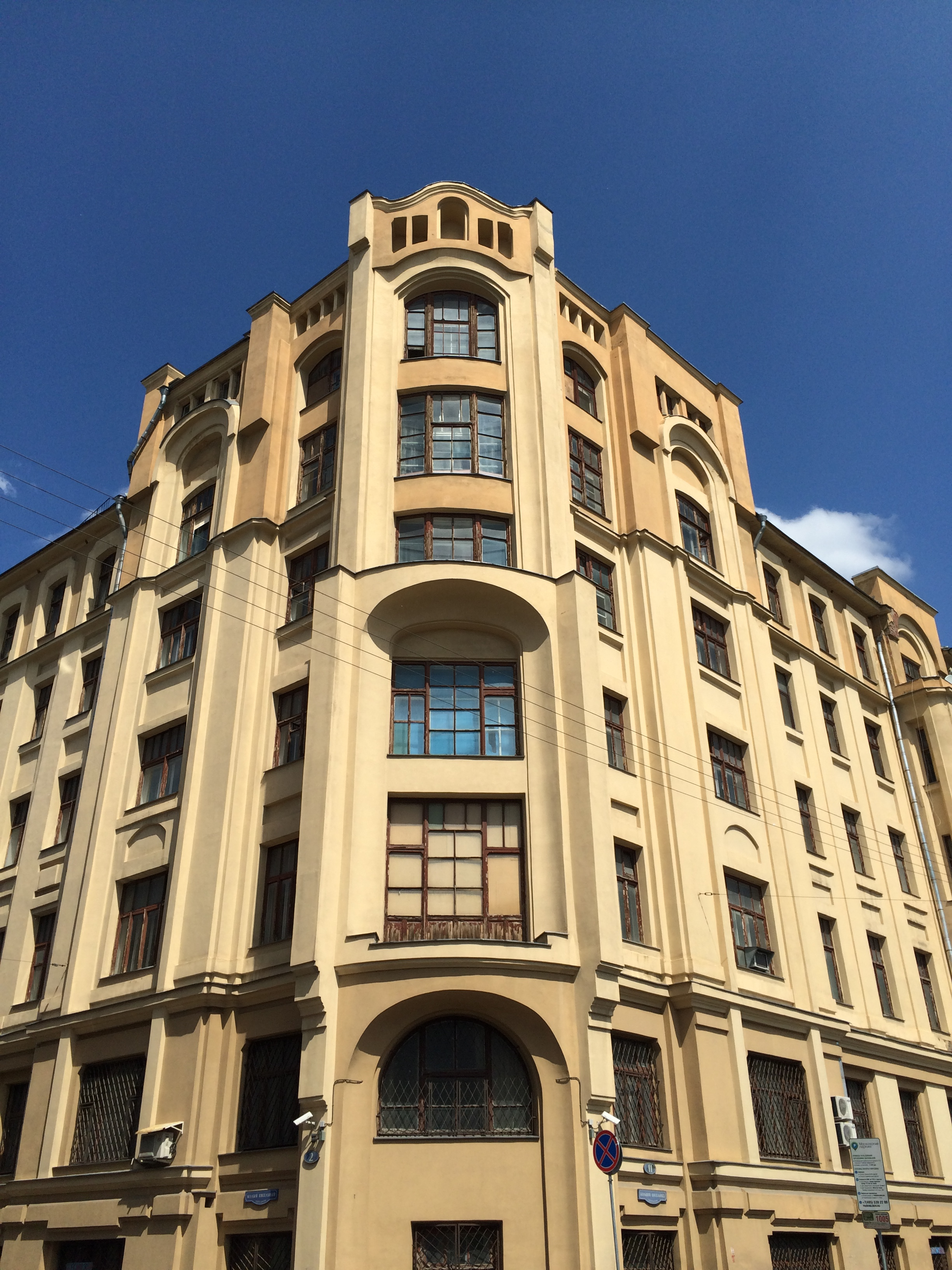
№ 11
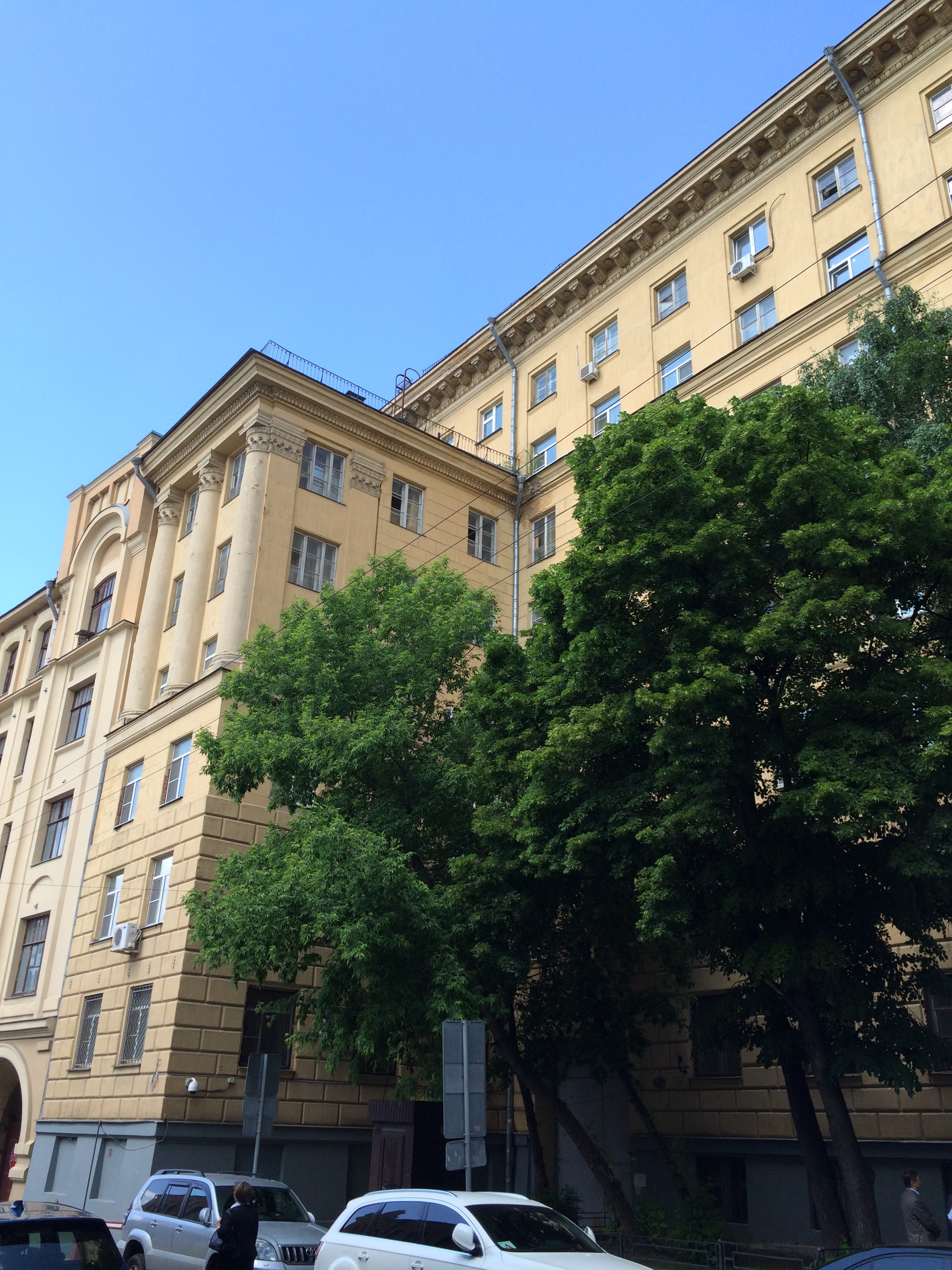
№ 11